# Saint-Fulgent
Saint-Fulgent ist eine französische Gemeinde im Département Vendée in der Region Pays de la Loire. Sie gehört zum Arrondissement La Roche-sur-Yon und zum Kanton Montaigu-Vendée. Die 3924 Einwohner (Stand: 1. Januar 2022) werden Fulgentais und Fulgentaises genannt.

## Geographie
Der Fluss Maine begrenzt die Gemeinde im Norden und der Vendrenneau im Süden. Umgeben wird Saint-Fulgent von den Nachbargemeinden Bazoges-en-Paillers im Norden, Beaurepaire im Nordosten, Les Herbiers und Mesnard-la-Barotière im Osten, Vendrennes im Südosten, Saint-André-Goule-d’Oie im Süden und Südwesten sowie Chavagnes-en-Paillers im Westen und Nordwesten.
Durch die Gemeinde führen die Autoroute A87 und die frühere Route nationale 137.

## Geschichte
Um das Jahr 1000 erhielt die Siedlung den Namen des erleuchteten Fulgentius. 1565 wurde die Kirche durch die Protestanten während der Religionskriege zerstört. 

### Bevölkerungsentwicklung
| Jahr      | 1962 | 1968 | 1975 | 1982 | 1990 | 1999 | 2006 | 2011 | 2020 |
| Einwohner | 2090 | 2258 | 2599 | 2777 | 2932 | 3077 | 3319 | 3618 | 3839 |

## Sehenswürdigkeiten
Siehe auch: Liste der Monuments historiques in Saint-Fulgent
- Schloss Saint-Fulgent im Renaissancestil 1813 erbaut
- Ruinen der Burg Puy-Greffier
- Kirche Saint-Fulgent, von 1856 bis 1893 erbaut

## Persönlichkeiten
- Aymeric Jeanneau (* 1978), Basketballspieler, in Saint-Fulgent aufgewachsen

## Trivia
Das Generalhaus der Söhne der Unbefleckten Jungfrau Maria hat in Saint-Fulgent seinen Sitz.